# Münchsmünster
Münchsmünster – miejscowość i gmina w Niemczech, w kraju związkowym Bawaria, w rejencji Górna Bawaria, w regionie Ingolstadt, w powiecie Pfaffenhofen an der Ilm. Leży około 30 km na północny wschód od Pfaffenhofen an der Ilm, przy linii kolejowej Ingolstadt – Ratyzbona.

## Dzielnice
W skład gminy wchodzą następujące dzielnice: 
- Au
- Auhausen
- Dirnbergermühle
- Forstpriel
- Griesham
- Niedermühle
- Mitterwöhr
- Niederwöhr
- Oberwöhr

## Demografia
Dane o ludności z 31 grudnia 2008:
| Opis                                | Ogółem | Ogółem | Kobiety | Kobiety | Mężczyźni | Mężczyźni |
| ----------------------------------- | ------ | ------ | ------- | ------- | --------- | --------- |
| Jednostka                           | osób   | %      | osób    | %       | osób      | %         |
| Populacja                           | 2836   | 100    | 1425    | 50,25   | 1411      | 49,75     |
| Wiek przedprodukcyjny (0–17 lat)    | 553    | 19,5   | 252     | 8,89    | 301       | 10,61     |
| Wiek produkcyjny (18–65 lat)        | 1817   | 64,07  | 908     | 32,02   | 909       | 32,05     |
| Wiek poprodukcyjny (powyżej 65 lat) | 466    | 16,43  | 265     | 9,34    | 201       | 7,09      |

## Polityka
Wójtem gminy jest Andreas Meyer, rada gminy składa się z 14 osób.
|      | CSU/ZMW | SPD/UW | CWG | Razem |
| 2008 | 4       | 4      | 6   | 14    |
| 2002 | 5       | 4      | 5   | 14    |